# Henry Fokstadion
Het Henry Fokstadion (Chinees: 英东体育场) is een multifunctioneel stadion in Guangzhou, een stad in China. 
Het stadion is vernoemd naar Henry Fok Ying Tung(1923–2006), een zakenman uit Hongkong. Het wordt vooral gebruikt voor voetbalwedstrijden. In 1991 werd dit stadion gebruikt op het wereldkampioenschap voetbal voor vrouwen. Er werden drie groepswedstrijden gespeeld en een kwartfinale. In het stadion is plaats voor 15.000 toeschouwers. Het stadion werd geopend in maart 1988. 